# عروسک‌گردان (آلبوم)
عروسک‌گردان (به انگلیسی: Master of Puppets) سومین آلبوم استودیویی گروه موسیقی هوی متال آمریکایی متالیکا است که در ۳ مارس ۱۹۸۶ توسط الکترا رکوردز منتشر شد. این آلبوم هشت قطعه دارد که در استودیو سویت سایلنس در کپنهاگ، دانمارک، به تهیه‌کنندگی فلمینگ راسموسن ضبط شد. عروسک‌گردان آخرین آلبوم متالیکا بود که کلیف برتن در آن حضور داشت. مدت کوتاهی پس از انتشار عروسک‌گردان و زمانی که متالیکا مشغول برگزاری تور این آلبوم در سوئد بودند، برتون در سانحهٔ واژگونی اتوبوس حامل اعضای گروه درگذشت.
طرح روی جلد این آلبوم گورستانی از صلیب‌های سفیدرنگ را به تصویر می‌کشد که به سیم‌ها متصل شده‌اند و یک جفت دست در آسمانی ابری و خونین‌رنگ، و تابش به رنگ نارنجی آتشین در افق دیده می‌شود. این آخرین آلبوم گروه تا به امروز است که مدت زمان اجرای آن کمتر از یک ساعت است. متالیکا به جای انتشار یک تک‌آهنگ یا ویدیو قبل از انتشار آلبوم، یک تور پنج‌ماهه آمریکایی به‌شکل اجرای پشتیبان برای آزی آزبورن برگزار کرد. اجرای اروپایی تور پس از مرگ برتن در سپتامبر ۱۹۸۶ لغو شد و گروه برای یافتن بیسیست جدید به خانه بازگشت.
این آلبوم در زمان انتشارش در آمریکا تا ردهٔ ۲۹اُم بیلبورد ۲۰۰ صعود کرد و با فروش بیش از ۶ میلیون نسخه (فقط در آمریکا) از آرآی‌اِی‌اِی گواهی ۶ بار پلاتین دریافت کرد. منتقدان نقدهای مثبتی به آلبوم دادند و موسیقی و اشعار سیاسی آن را ستودند. این آلبوم یکی از برترین و تاثیرگذارترین آلبوم‌های متال در تاریخ شناخته می‌شود و بابت استحکام‌بخشی به ژانر ترش متال آمریکا اعتبار دارد. عروسک‌گردان در سال ۲۰۱۵ نخستین اثر موسیقی متال بود که از سوی کتابخانه کنگره به‌دلیل اهمیت فرهنگی، تاریخی یا زیبایی‌شناختی برای حفظ در فهرست ملی ضبط اصوات برگزیده شد.

## زمینه
نخستین آلبوم متالیکا، همه‌شان را بکش در سال ۱۹۸۳، با نوازندگی پرحرارت و اشعار تندوتیز، پایه‌های ترش متال را بنا نهاد. این آلبوم عرصهٔ موسیقی زیرزمینی آمریکا را احیا کرد و الهام‌بخش آلبوم‌های مشابهی از سوی هم‌عصران گروه شد. آلبوم دوم گروه، سوار بر آذرخش، با ترانه‌سرایی پخته‌تر و تولید بهبودیافته، مرزهای این ژانر را گسترش داد. این آلبوم توجه مایکل آلاگو، نماینده شرکت الکترا رکوردز، را جلب کرد که در پاییز ۱۹۸۴ با گروه قراردادی برای تولید هشت آلبوم امضا کرد. الکترا آلبوم سوار بر آذرخش را در ۱۹ نوامبر دوباره منتشر کرد و گروه در طول سال ۱۹۸۵ شروع به برگزاری تور در سالن‌های بزرگ‌تر و فستیوال‌ها کرد. پس از جدایی از مدیر برنامه‌هایشان، جان زازولا، متالیکا همکاری با کلیف برنستین و پیتر منش از شرکت کیو پرایم را آغاز کرد. در تابستان همان سال، گروه در فستیوال مانستر آو راک در کسل دونینگتون، در کنار بون جووی و رت، برای جمعیتی ۷۰٬۰۰۰ نفری اجرا کرد.

## موسیقی و اشعار
عروسک‌گردان دارای موسیقی پویا و تنظیم‌های سنگین و پیچیده است. متالیکا در مقایسه با دو آلبوم قبلی خود، رویکرد و اجرایی پالایش‌یافته‌تر ارائه کرده است، با قطعاتی چندلایه و مهارت فنی بالا. این آلبوم و آلبوم قبلی، سوار بر آذرخش، از نظر ترتیب قطعات شباهت‌هایی دارند: هر دو با یک آهنگ سریع که با مقدمه‌ای آکوستیک آغاز می‌شود، شروع شده؛ سپس قطعه هم‌نام آلبوم با مدت زمان طولانی و پس از آن قطعه چهارمی با ویژگی‌های بالاد اجرا می‌شود. اگرچه ساختار این دو آلبوم مشابه است، اما مهارت موسیقایی در عروسک‌گردان قدرتمندتر و حماسی‌تر است، به‌طوری که ریتم‌های منسجم و سولوهای گیتار ظریفی را به نمایش می‌گذارد. به گفته جوئل مک‌ایور، نویسنده حوزه موسیقی، عروسک‌گردان سطح جدیدی از سنگینی و پیچیدگی را به سبک ترش متال معرفی کرد و آهنگ‌هایی با فضای خاص و اجرای دقیق ارائه داد. صدای جیمز هتفیلد نیز از فریادهای خشن در دو آلبوم اول به سبکی عمیق‌تر، کنترل‌شده‌تر، اما همچنان تهاجمی تکامل یافته است.
آهنگ‌های آلبوم مضامینی مانند کنترل و سوءاستفاده از قدرت را کاوش می‌کنند. اشعار، پیامدهای انزوا، ستم و احساس ناتوانی را توصیف می‌کنند. رایان مور، نویسنده، معتقد بود که اشعار «نیروهای قدرتمند و تهدیدآمیزی را به تصویر می‌کشند که کنترل کامل بر سوژه‌های انسانی ناتوان دارند، بدون اینکه این نیروها به صراحت نام برده شوند». براک هلندر، نویسنده، اشعار را زیرکانه و دلخراش توصیف کرد و آن‌ها را به دلیل داشتن صداقت و آگاهی اجتماعی مورد تحسین قرار داد. ایمون استک از بی‌بی‌سی میوزیک با اشاره به ابعاد حماسی ترانه‌ها اظهار داشت که «متالیکا در این مرحله از حرفه خود دیگر فقط آهنگ نمی‌ساخت، بلکه داستان‌سرایی می‌کرد». ترکیب‌بندی‌ها و تنظیم‌ها قطعات از دانش و مهارت‌های هارمونی کلیف برتون، نوازنده بیس، تأثیر گرفته است.

## بازخورد
| بررسی جمعی                         | بررسی جمعی |
| منبع                               | رتبه‌بندی   |
| ---------------------------------- | ---------- |
| متاکریتیک                          | ۹۵/۱۰۰     |
| بررسی انتقادی                      |            |
| منبع                               | رتبه‌بندی   |
| آل‌میوزیک                           | [ ۱۱ ]     |
| شیکاگو تریبون                      | [ ۱۹ ]     |
| Christgau's Record Guide: The '80s | B−         |
| Collector's Guide to Heavy Metal   | ۱۰/۱۰      |
| دانشنامه موسیقی عامه‌پسند           | [ ۲۲ ]     |
| The Great Rock Discography         | ۹/۱۰       |
| کرنگ!                              | [ ۹ ]      |
| MusicHound Rock                    | [ ۲۴ ]     |
| پیچفورک                            | ۱۰/۱۰      |
| راهنمای آلبوم رولینگ استون         | [ ۲۶ ]     |

عروسک‌گردان از سوی منتقدان خارج از مخاطبان سبک ترش متال به‌عنوان شاهکار تحسین شد و برخی آن را بهترین آلبوم این ژانر نامیدند. تیم هولمز از مجله رولینگ استون در نقدی معاصر اظهار داشت که گروه متالیکا با مهارت فنی و ظرافت به نمایش درآمده در این آلبوم، موسیقی هوی متال را بازتعریف کرده و آن را «صدای پارانویای جهانی» توصیف کرد. کرنگ! نوشت که عروسک‌گردان بالاخره متالیکا را به سطح بزرگان این عرصه، جایی که به آن تعلق دارند، رساند. تام کینگ، ویراستار، گفت که متالیکا در جلسات ضبط این آلبوم در اوج توانایی ترانه‌سرایی خود بود، که بخشی از آن به دلیل مشارکت کلیف برتون در نوشتن آهنگ‌ها بود. در مقابل، جاج آیرانکین از مجله اسپین از آلبوم ناامید بود و اظهار داشت که اگرچه تولید آلبوم استثنایی است و تجربه‌گرایی متالیکا قابل تحسین است، اما آلبوم از رویکرد کمتر «فکری» آلبوم همه‌شان را بکش فاصله گرفته و به سمتی الهام‌گرفته از گروه MDC رفته که ناسازگار به نظر می‌رسد.

## فهرست قطعات
همهٔ ترانه‌ها توسط جیمز هتفیلد نوشته شده‌است.
| طرف یکم | طرف یکم                             | طرف یکم                          | طرف یکم |
| شماره   | نام                                 | آهنگساز                          | مدت     |
| ------- | ----------------------------------- | -------------------------------- | ------- |
| ۱.      | «خشم»                               | جیمز هتفیلد لارس اولریک          | ۵:۱۳    |
| ۲.      | «عروسک‌گردان»                        | هتفیلد اولریک کلیف برتون کرک همت | ۸:۳۶    |
| ۳.      | «چیزی که نباید باشد»                | هتفیلد اولریک همت                | ۶:۳۷    |
| ۴.      | «به خانه خوش آمدی (آسایشگاه روانی)» | هتفیلد اولریک همت                | ۶:۲۸    |

| طرف دوم    | طرف دوم               | طرف دوم                 | طرف دوم |
| شماره      | نام                   | آهنگساز                 | مدت     |
| ---------- | --------------------- | ----------------------- | ------- |
| ۵.         | «قهرمانان یکبار مصرف» | هتفیلد اولریک همت       | ۸:۱۷    |
| ۶.         | «مسیح جذامی»          | هتفیلد اولریک           | ۵:۴۰    |
| ۷.         | «شکارچی» (بی‌کلام)     | هتفیلد اولریک برتون     | ۸:۲۸    |
| ۸.         | «شرکت خسارت»          | هتفیلد اولریک برتون همت | ۵:۳۳    |
| مجموع مدت: | مجموع مدت:            | مجموع مدت:              | ۵۴:۵۲   |

| بونز ترک (پخش مجدد دیجیتالی) | بونز ترک (پخش مجدد دیجیتالی) | بونز ترک (پخش مجدد دیجیتالی) | بونز ترک (پخش مجدد دیجیتالی) |
| شماره                        | نام                          | آهنگساز                      | مدت                          |
| ---------------------------- | ---------------------------- | ---------------------------- | ---------------------------- |
| ۹.                           | «خشم» (زنده)                 | هتفیلد اولریک                | ۴:۵۳                         |
| ۱۰.                          | «چیزی که نباید باشد» (زنده)  | هتفیلد اولریک همت            | ۷:۰۲                         |
| مجموع مدت:                   | مجموع مدت:                   | مجموع مدت:                   | ۶۶:۴۲                        |

## دست‌اندرکاران
- لارس اولریش - درامز
- جیمز هتفیلد - آواز، گیتار ریتم
- کرک همت - گیتار لید
- کلیف برتن - گیتار بیس